# Ammodytes personatus
Ammodytes personatus is een straalvinnige vis uit de familie van zandspieringen (Ammodytidae), orde van baarsachtigen (Perciformes). De vis kan een lengte bereiken van 15 centimeter. 

## Leefomgeving
Ammodytes personatus is een zoutwatervis. De soort komt voor in gematigde wateren in de Grote Oceaan.

## Relatie tot de mens
Ammodytes personatus is voor de visserij van groot commercieel belang. In de hengelsport wordt er weinig op de vis gejaagd. 

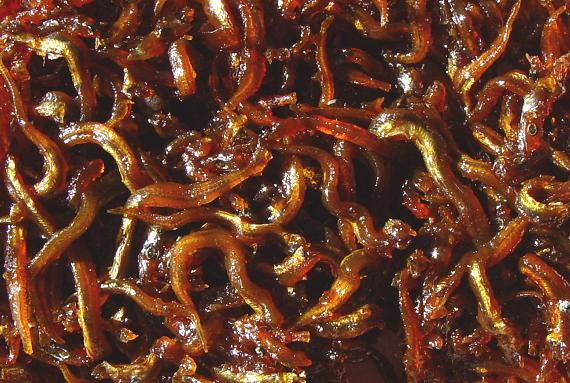
Ammodytes personatus wordt gebruikt in Japan in het gerecht Ikanago